# St. Anna (Kronach)

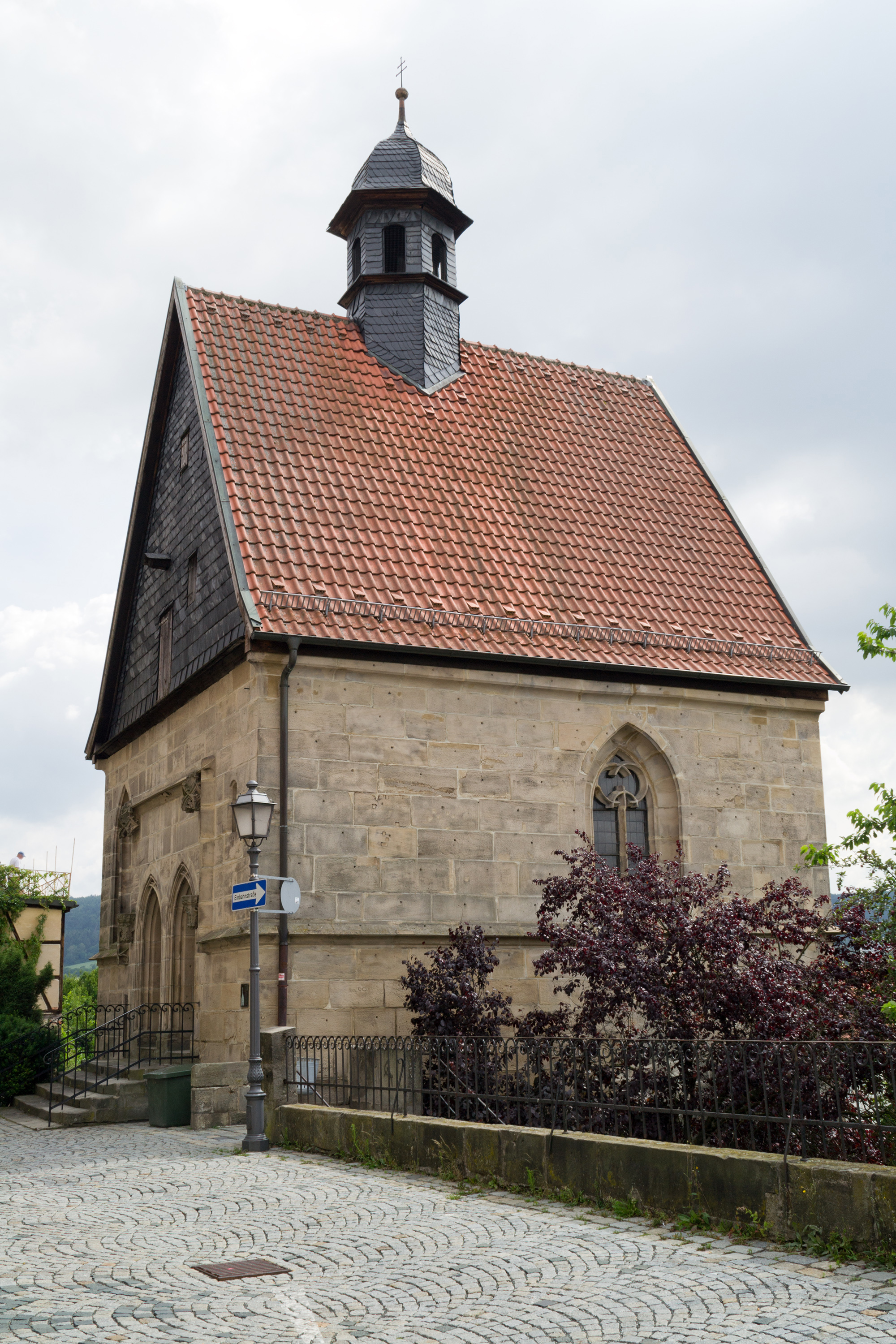
Annakapelle

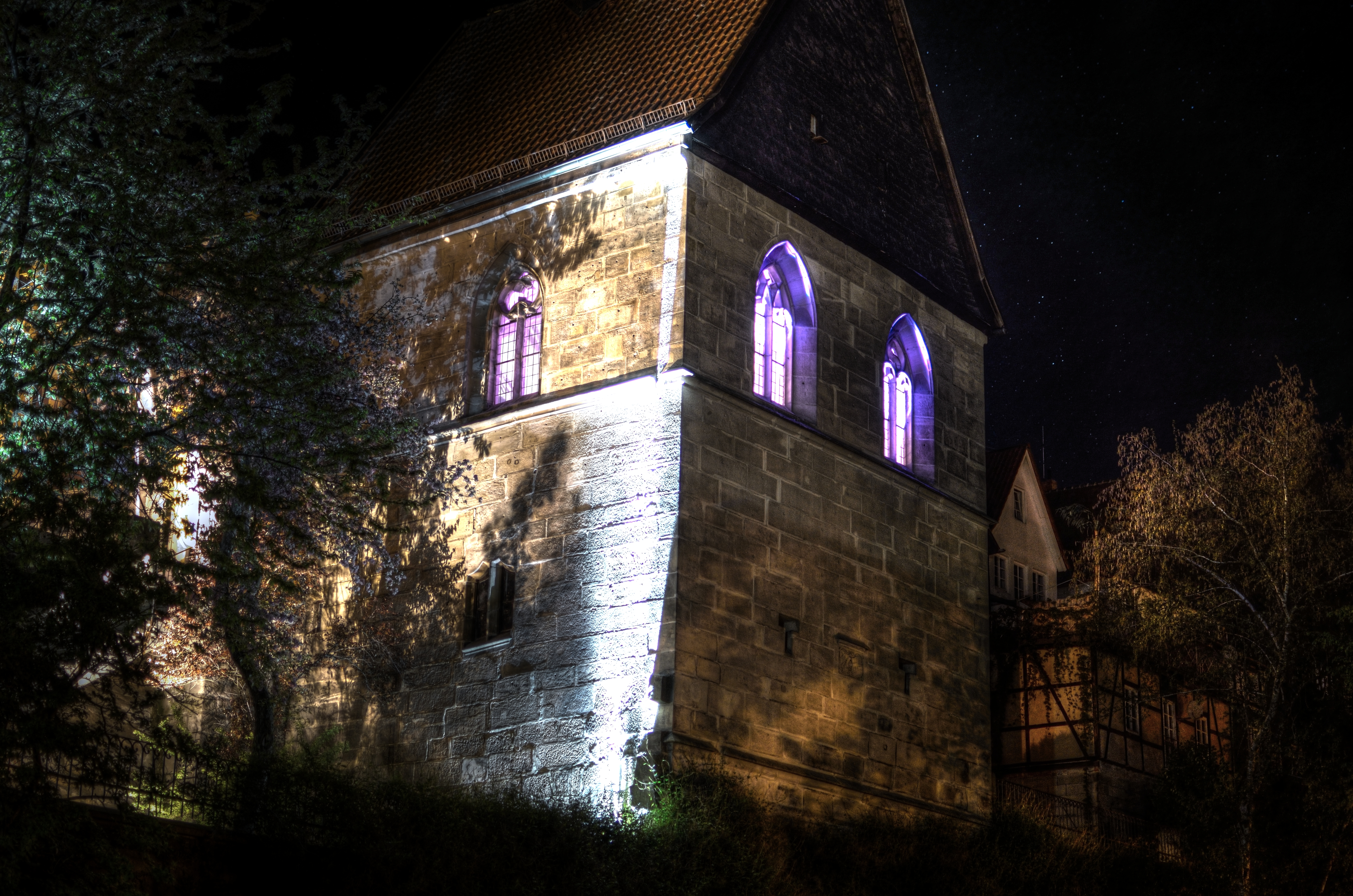
Annakapelle Kronach leuchtet 2013

Die katholische Kapelle St. Anna ist ein dreigeschossiges Kirchengebäude am Melchior-Otto-Platz in der oberfränkischen Stadt Kronach in Bayern.

## Geschichte
Die an der Ostseite des Melchior-Otto-Platzes in unmittelbarer Nachbarschaft der Stadtpfarrkirche St. Johannes der Täufer gelegene Kapelle wurde in den Jahren 1512/13 errichtet. Für den Bau verantwortlich zeichnete möglicherweise der Nürnberger Baumeister Hans Beheim. Das oberste Geschoss von St. Anna diente zunächst als Friedhofskapelle, das Untergeschoss wurde als Beinhaus genutzt, da der Friedhof, der damals die Stadtpfarrkirche umgab, aus Platzmangel nicht erweitert werden konnte. Die in der Kapelle aufbewahrten Gebeine wurden im 19. Jahrhundert auf dem neu angelegten Friedhof außerhalb der Kronacher Altstadt bestattet. Nach ihrer Säkularisation im Jahr 1805 wurde die Kapelle ab 1833 als Zeughaus genutzt und verwahrloste zunehmend, sodass 1862 ihr Abbruch genehmigt wurde. Dieser konnte jedoch durch eine Eingabe der Bevölkerung beim bayerischen König Maximilian II. verhindert werden. In den Jahren von 1980 bis 1982 wurde das Gebäude zur Beseitigung statischer Schäden aufwendig saniert. Die Kosten hierfür beliefen sich auf etwa 300.000 DM.
Heute ist die Annakapelle Eigentum einer Stiftung. Das ganzjährig für Besucher zugängliche Obergeschoss des Gebäudes wird für sakrale Handlungen und als Ausstellungsraum genutzt, die beiden Untergeschosse stehen leer.

## Architektur

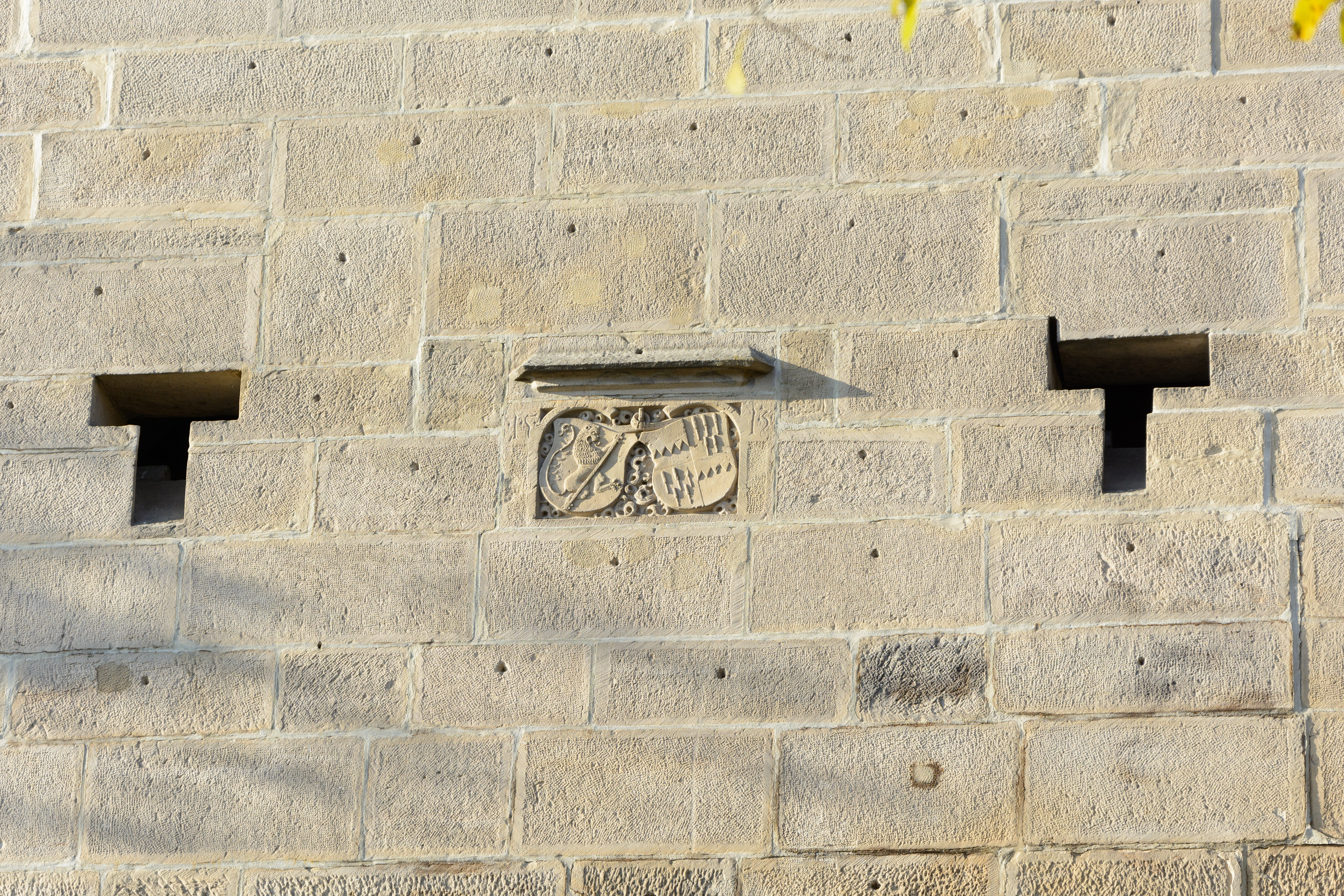
Schießscharten und Wappenstein an der Ostseite der Kapelle

Die dreigeschossige, wehrturmartige Kapelle im Stil der Reduktionsgotik ist auf die Zwingermauer an der Ostseite des Melchior-Otto-Platzes aufgesetzt. Das über einen quadratischen Grundriss verfügende Gebäude wurde mit Buntsandstein aus dem benachbarten Seelach, heute ein Stadtteil von Kronach, errichtet.
Den oberen Abschluss des Sockelgeschosses, das früher als Beinhaus genutzt wurde, bildet ein Tonnengewölbe. In der Nord- und Südwand des mittleren Geschosses befinden sich jeweils eine Fensteröffnung und in der Ostwand zwei T-förmige Schießscharten. Zwischen den beiden Schießscharten, die die Einbeziehung des Bauwerks in das Verteidigungssystem der Stadt bezeugen, ist das Wappen Georgs III. Schenk von Limpurg, Fürstbischof des Hochstifts Bamberg, in die Außenwand integriert.
Der Innenraum des Obergeschosses wird von einem Netzgewölbe abgeschlossen, das von einer exzentrisch positionierten, gewundenen Säule getragen wird. In der Ostwand befinden sich zwei und in der Nord- und Südwand jeweils ein großes spitzbogiges Maßwerkfenster mit gekehltem Gewände. Links neben den beiden Eingangsportalen an der Westseite der Kapelle befindet sich ein weiteres Spitzbogenfenster, rechts eine kleinere Fensteröffnung. Die beiden Portale werden von Figurenkonsolen mit Baldachinen flankiert, die zugehörigen Figuren fehlen jedoch.
Das Satteldach von St. Anna ist mit roten Dachziegeln gedeckt, die Stirnseiten des Daches und der darauf aufsitzende sechseckige Dachreiter sind mit schwarzem Schiefer verkleidet.